# Mohammad Rajabi Davani

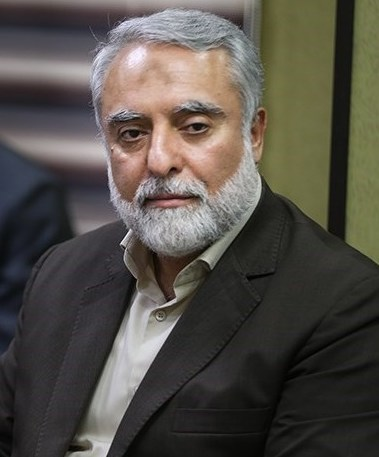
Mohammad Rajabi Davani, Porträt und Close up einer Aufnahme von Mohammed Reza Amirhasani, anlässlich der Vorlage des Buches der Flüche und Missionen an den Hadith von Ghadir unter Anwesenheit von Ayatollah Saeed Shah Abadi, Direktor des Ghadirology Institute, Mohammad Hussein Rajabi Dawani, Fakultätsmitglied der Imam-Hussein-Universität, und Hojatoleslam Majid Reza Fouladi, Generaldirektor von Approximation of Religionen Veröffentlichungen

Mohammad Rajabi Davani (persisch محمدحسین رجبی‎; * 1961 in Qom) ist ein iranischer, auf die schiitische Theologie spezialisierter Islamwissenschaftler  und Diplomat.
Er ist der Sohn von Ali Davani und Bruder von Fatemeh Rajabi und Mohammad Hassan Rajabi. Er ist Professor des Islams an der Imam Sadiq University.

## Werdegang
Er trat in den auswärtigen Dienst und war von 2004 bis 2010 Kulturattaché in Berlin.
Von 5. Juni 2013 bis 2016 war er Botschafter in Sarajewo.

## Biograf von Ruhollah Chomeini
1990 veröffentlichte er زندگي‌‌‌‌‌‌نامه سياسى امام خمينى : از آغاز تا هجرت به پاريس
Imam Khomeinis politische Biographie: Von den Anfängen bis zur Auswanderung nach Paris
Für das 1966 veröffentlichte Werk "Welāyat-e Faqih, (islamische Herrschaft), das Hauptwerk von Ruhollah Chomeini behauptet Rajabi Davani folgende Beweggründe:

„
1. ) Khomeini habe mit dem Hauptwerk begonnen, als die Geistlichkeit keine großen antikolonialen Aktivitäten zeigte. Damit soll der agitatorische Charakter des Buches begründet werden.
2. ) Dieses Buch sei das einzige Werk gewesen, das nach dem Sturz des Resa-Khan-Pahlavi in seiner populären Sprache die Frage  der islamischen Führung und Herrschaft behandelte.
3. ) Die meisten politischen Schriften, die in dieser Zeit geschrieben wurden, hätten entweder marxisistisch oder nationalistisch argumentiert.
4. )Aufgrund der antireligiösen Politik der Pahlavis hätte die Geistlichkeit kaum etwas von den politischen Ideen der Dritte-Welt-Bewegung erfahren. Er explizerit die Aktivitäten der fundamentalistischen Bewegungen der "Akhawanolmoslemin" in Ägypten, die als Reaktion auf die Gründung des Staates Israel entstanden seien, womit er einen Hinweis auf die Einflüsse dieser Bewegungen auf Khomeini gibt.
5. )Khomeini habe in seinem Hauptwerk die kolonialen Machenschaften gegen den Islam entlarvt.
6. ) Khomeini habe in seinem Werk die Menschen eingeladen, zur islamischen Identität zurückzukehren. Dies sei als eine Revolution der Gedankenwelt und der islamischen Politik zu verstehen, die die islamische Geistlichkeit beauftrage, eine islamische Herrschaft zu errichten. Daher habe der "Imam" die allgemeine Idee einer islamischen Herrschaft formuliert.
7. ) Khomeinis Vorstellungen islamischer Herrschaft seien nicht von westlichen Ideen, wie dem Konstitutionalismus, beeinflusst und gründeten auf islamischen  Gesetzen.
8. ) Welayate Faqih, die Herrschaft der Geistlichkeit, sei mit der Vorstellung der absoluten göttlichen Herrschaft begründet und müsse als eine Gegenposition zur mangelhaften menschlichen Vorstellung vom Menschen verstanden. Menschliche Ideen würden lediglich materialistischen oder Gruppeninteressen folgen.“

## Veröffentlichungen
- Kufa und seine Rolle in den frühen islamischen Jahrhunderten
- Analytische Geschichte der Imamate-Ära, Amir al-Momenin Ali
- Militärische Unterstützung in den frühen islamischen Armeen[6]